# ヨ・ミンジョン
ヨ・ミンジョン（余 敏静、ハングル：여민정, 1975年5月13日 - ） は、大韓民国の声優である。

## 履歴
- 2000年4月トゥーニバース公開採用4期。

## 出演作品
- ヒーローサークル - セナ
- 名探偵コナン
- クレヨンしんちゃん
- シンビアパート - （イ・ガウン）
- ミラキュラス レディバグ&シャノワール - （マリネット・デュパン＝チェン）
- ザ・ラウド・ハウス - ロリ・ラウド